# Paragabara ochreipennis
Paragabara ochreipennis là một loài bướm đêm trong họ Erebidae.